# Araneus aurantiifemuris
Araneus aurantiifemuris là một loài nhện trong họ Araneidae.
Loài này thuộc chi Araneus. Araneus aurantiifemuris được Cândido Firmino de Mello-Leitão miêu tả năm 1942.